# Помилкова атрибуція спогадів
Помилка джерела — це тип збою пам’яті, при якому джерело пам’яті неправильно пов’язано з певним іншим спогадом. Наприклад, людина може дізнатися про подію від друга, але пізніше скаже, що дізнався про це в місцевих новинах, таким чином відображаючи неправильне посилання на джерело. Ця помилка виникає, коли нормальні процеси сприйняття та рефлексії порушуються або через обмежене кодування вихідної інформації, або через порушення процесів судження, які використовуються при моніторингу джерела. Депресія, високий рівень стресу та пошкодження відповідних областей мозку є прикладами факторів, які можуть спричинити такі порушення, а отже, і помилки моніторингу джерел.

## Вступ
Однією з ключових ідей моніторингу джерела є те, що замість отримання фактичної мітки для пам'яті під час обробки, записи пам'яті людини активуються та оцінюються за допомогою процесів прийняття рішень; завдяки цим процесам пам'ять приписується джерелу. Моніторинг джерела значною мірою залежить від активованих записів пам'яті індивіда; якщо щось заважає кодувати контекстні деталі події, коли це відбувається, відповідна інформація не буде повністю витягнута і виникнуть помилки.  Якщо атрибути представлень пам’яті сильно диференційовані, то очікується менше помилок і навпаки.  Існують два процеси когнітивного упередження щодо моніторингу джерела; їх зазвичай називають евристичними та систематичними процесами суджень. 

### Евристичні судження
Евристичні судження формуються швидко без свідомого усвідомлення індивіда, використовуючи перцептивну, контекстну та іншу інформацію, пов’язану з подіями. Вони трапляються частіше, оскільки вони ефективні й відбуваються автоматично, без свідомих зусиль. Рішення щодо джерела приймається, коли релевантна інформація має певне значення і спогад, що виникає в певний час чи місце, має логічне значення; потім виникають помилки на основі кількості інформації, що зберігається під час кодування, або того, як мозок людини приймає рішення на основі попереднього досвіду.  У рамках моніторингу джерел «евристика» є типом процесу прийняття рішень; цей термін має безпосереднє відношення до психологічної евристики. 

### Систематичні судження
Систематичні судження — це процеси прийняття рішень, до процесу яких індивід звертається свідомо; ті ж типи інформації, що використовуються в евристичних судженнях, також використовуються в систематичних судженнях. У цьому процесі вся інформація, що стосується пам’яті, витягується з пам’яті та навмисно оцінюється, щоб визначити, чи ймовірно походить спогад із певного джерела. Систематичні судження зустрічаються рідше, оскільки вони повільні та вимагають великих свідомих зусиль.  Помилки виникають через неправильне призначення ваги певних аспектів спогадів: присвоєння високої важливості візуальній інформації означатиме, що наявність поганих деталей цього аспекту стане підставою для припущення, що подія не відбулася або була уявною. Помилки відбуватимуться, якщо суб’єктивна логіка індивіда змушує його сприймати подію як малоймовірну або належить до певного джерела, навіть якщо істина інша. Просте погуршення пам’яті може бути джерелом помилок в обох судженнях, заважаючи людині отримати доступ до відповідної інформації пам’яті, що призводить до помилок моніторингу джерела. 

## Типи
Існує три основних типи моніторингу джерела: зовнішній моніторинг джерела, внутрішній моніторинг джерела і моніторинг реальності. Кожен з них схильний до помилок і використовує два процеси судження. 

### Зовнішній моніторинг джерела
Цей тип моніторингу джерел спрямований на розрізнення зовнішніх джерел, таких як події, що відбуваються у світі, що оточує людину. Прикладом цього є визначення того, хто з друзів людини сказав щось грубе.  

### Внутрішній моніторинг джерела
Цей тип моніторингу джерел спрямований на розрізнення внутрішніх джерел, таких як спогади людини. Прикладом цього є розрізнення спогадів про думки ідей та висловлені ідеї. 

### Моніторинг реальності
Цей тип, також відомий як моніторинг внутрішньої та зовнішньої реальності, є похідним від попередніх двох типів та фокусується на розрізненні внутрішніх та зовнішніх джерел. Прикладом цього є розрізнення літака, що врізався в будівлю, зображеного в реальному житті та газеті.  

## Зв'язок з мозком
Було проведено спостереження, що вказують на зв'язок між лобовими областями мозку та помилками контролю джерела. Ці помилки можна спостерігати у пацієнтів з амнезією, людей похилого віку і у пацієнтів, які страждають на органічне уразки головного мозку з пошкодженням лобових долей. У фронтальних областях відбувається багато процесів, важливих моніторингу джерела; до них відносяться ланцюги, пов'язані з гіпокампом, які сприяють зв'язуванню ознак, та структури, що відіграють роль у стратегічному пошуку. Процеси, що сприяють зв'язуванню або кластеризації ознак, як фізично, так і когнітивно під час кодування та пошуку, є важливими для вихідної пам'яті. 

## Старіння
Було проведено безліч експериментів у спробі з'ясувати, чи є помилки моніторингу джерела найпоширенішими у певній віковій групі; вони найпоширеніші серед людей похилого віку і маленьких детей. 
Було припущення, що помилки моніторингу джерела поширені серед маленьких дітей, тому що у них є труднощі з розрізненням реальних і уявних ідей, підтверджуючи, що маленькі діти мають труднощі в аспектах моніторингу реальності.  Що стосується показань очевидців, люди похилого віку частіше роблять помилки при визначенні джерела спогадів, що робить їх більш сприйнятливими до інформації, що вводить в оману. Моніторинг реальності часто може спричинити помилки моніторингу джерела, тому що пам'ять може бути нетиповою для свого початкового класу. Наприклад, якщо внутрішня пам'ять містить велику кількість сенсорної інформації, вона може бути неправильно відтворена як витягнута ззовні. 

## Супутні явища

### Старе-нове визнання
Старе-нове визнання — це метод виміру, що використовується для оцінки пам'яті розпізнавання. Процес заключається у тому, що учасник вказує, чи є елемент новим, відповідаючи «ні», і навпаки. Помилки можуть виникати у цій формі розпізнавання аналогічно до того, як вони виникають при моніторингу джерела; помилки виникають частіше, коли об'єкти дуже схожі, коли обставини ситуації ускладнюють пошук інформації (наприклад, фактори, що відволікають, або стрес) або коли процеси судження якимось чином порушені. Зокрема, передбачається, що евристичний і систематичний процеси оцінки аналогічні тим, що використовуються при моніторингу джерел, з вищими рівнями диференціації, необхідними процесів моніторингу джерел, ніж розпізнавання.

### Пам'ятати/знати
Судження «пам'ятати/знати» —  це процеси оцінки усвідомлення пам'яті, коли людина має розрізняти запам'ятовування та знання. Коли спогад запам'ятовується, переживання можна пережити подумки, а пов'язані з нею деталі легко згадуються. Коли спогад відомий, досвід не можна пережити наново, але люди відчувають знайомість, що часто призводить до впевненої (неправильної) атрибуції ймовірного джерела. Обидва судження схильні до помилок моніторингу джерела, і було продемонстровано, що за деяких обставин, наприклад, у парадигмі ДРМ, вірогідніші судження запам'ятовування. 

### ДРМ парадигма
Диз – Рьодигер – Макдермотт парадигма, або ДРМ парадигма, це — когнітивно-психологічна процедура для вивчення помилкових спогадів у людей, в якій список споріднених слів (наприклад, ліжко, відпочинок, недосипання, втома, дрімота, ковдра, хропіння, спокій, позіхання, сонливість) представляються до учасника. Потім люди просять згадати слова зі списку, і результати часто показують, що учасники помилково згадують пов'язані слова (наприклад, сон) так само часто, як вони згадують представлені слова. Це помилка моніторингу джерела, тому що учасники, які згадують непредставлене слово, демонструють нездатність розрізнити, чи є джерело слова їхніми власними думками або списком представлених слів.

### Фальшива слава
В експерименті з фальшивою славою учасникам надається список не відомих, непопулярних імен. Пізніше їм представляють список із тими самими іменами, як і раніше, проте з новими маловідомими і відомими людьми. Потім учасники повинні визначити, які імена відомі. Типовий висновок у тому, що старі маловідомі імена часто помилково сприймають як відомі. Це помилка моніторингу джерела, тому що вони приписали фактичне походження імені джерелу, відмінному від списку, де вони спочатку прочитали його.
Були дослідження, які пов'язують людей, які вірять у помилкові, ненормальні життєві події (наприклад, спогади з минулих життів), з підвищеною схильністю до помилок моніторингу джерела. Зокрема, ці люди демонструють більше помилок у завданні на фальшиву славу, ніж люди, які не мають таких сфабрикованих спогадів про ненормальні життєві події. У разі спогадів про минулі життя джерела деяких спогадів помилково приписуються попередньому життю. Люди можуть помилково вірити в існування певних людей, фільмів, книг, снів або уявних сценаріїв, які насправді ніколи не відбувалися, що робить їх схильнішими помилково ідентифікувати маловідомі імена як «знамениті», ймовірно, внаслідок помилкового переконання, що ім'я відноситься до відомої людини з їхнього минулого життя.

### Криптомнезія
Криптомнезія — це ненавмисний плагіат, коли людина створює щось, вважаючи, що це було створено нею самою, тоді як насправді воно була створена раніше або внутрішнім, або зовнішнім джерелом. Це може статися через відволікаючі фактори під час початкового знайомства з інформацією. Навіть якщо інформацію отримано несвідомо, область мозку, пов'язана з цією інформацією, буде сильно активна протягом короткого проміжку часу. Це може призвести до того, що людина генеруватиме ідеї, які насправді були отримані із зовнішнього джерела або створені раніше особисто. Процеси евристичного судження зазвичай застосовуються для вихідних суджень; оскільки під час первісного впливу були перешкоди, евристичні процеси, ймовірно, визначать джерело інформації як внутрішній. 

## Супутні розлади
Помилки моніторингу джерела можуть бути як у здорових, так і у хворих людей. Вони спостерігалися в неврологічних та психіатричних популяціях, таких як амнезіаки, особи, які перенесли цингулотомію, обсесивно-компульсивні особи та алкоголіки.

### Шизофренія
Було виявлено, що помилки моніторингу джерела частіше зустрічаються у хворих на шизофренію, ніж у здорових людей; схильність до таких помилок може бути фенотипною та пов'язана з ворожістю. Дослідження показали, що проблеми з моніторингом джерела у шизофреніків виникають через невдале кодування джерела самостійно створених елементів та тенденції приписувати нові елементи раніше представленому джерелу; інше припущення у тому, що хворі сприймають внутрішні подразники як реальні події. Деякі із симптомів, пов'язаних із шизофренією, мають на увазі, що пацієнти з розладом не здатні контролювати ініціацію певних видів самостійно генерованих думок, що призводить до дефіциту, званого аутоноетичної агнозією: порушення здатності ідентифікувати самостійно генеровані психічні події. 